# Gordevio
Gordevio  är en ort i kommunen Avegno Gordevio i kantonen Ticino, Schweiz. 
Gordevio var tidigare en självständig kommun, men 20 april 2008 blev Gordevio en del av nybildade kommunen Avegno Gordevio.